# MSC-Danit-Typ
Die Schiffe des MSC-Danit-Typs zählen zu den Ultra Large Container Ship-Containerschiffen.

## Geschichte
Die im Jahr 2006 georderte Baureihe wurde in den Jahren 2009 bis 2012 von der in Geoje, Südkorea, ansässigen Werft Daewoo Shipbuilding & Marine Engineering abgeliefert. Auftraggeber eines Teils der Baureihe ist die Reederei Mediterranean Shipping Company aus Genf, ein weiterer Teil wurde für die Hamburger Reederei Claus Peter Offen gebaut. Auch die Ende 2009 an die Reederei CMA CGM gelieferte CMA CGM Christophe Colomb gehört zum gleichen Schiffstyp.

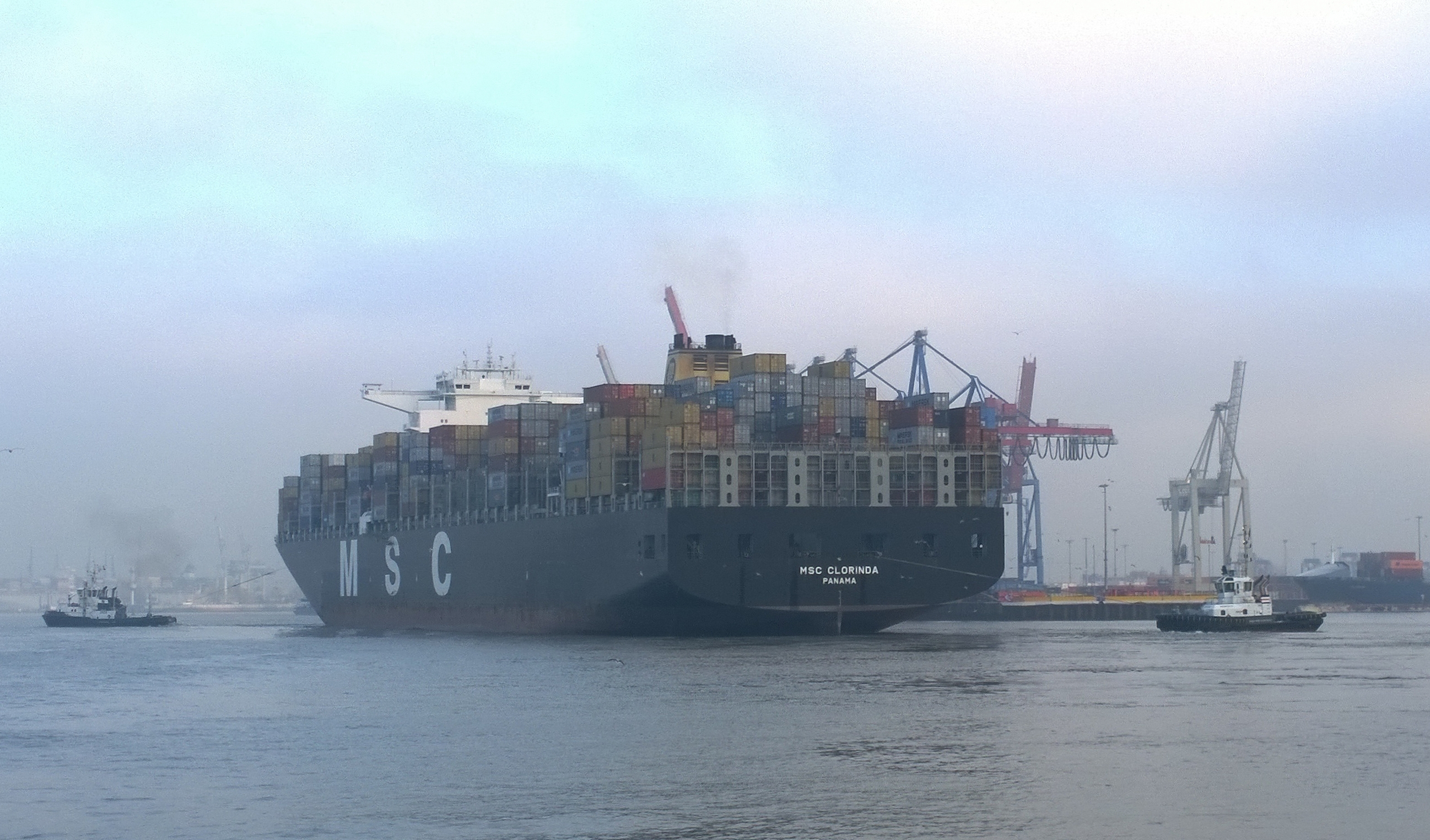
Die MSC Clorinda im Hamburger Hafen

Ein Schiff der Baureihe, die MSC Alexandra, hatte am 3. August 2016 in der Singapurstraße, knapp drei Kilometer vor Sebarok Island eine Kollision mit dem VLCC-Tanker Dream II. Die MSC Alexandra erhielt ein großes Loch an der Backbordseite des Hecks und verlor einige Container, von denen einige auf der Back des Tankers liegen blieben.
Die MSC Clorinda lief am 4. Januar 2017 im Suezkanal auf Grund und blockierte den Verkehr. Das Schiff kam später mit Schlepperhilfe wieder frei.
2018 sollen 9 Schiffe bei Beihai Shipbuilding umgebaut werden, darüber hinaus existiert eine Option über den Umbau zweier weiterer Schiffe. Dabei sollen die Schiffe auf eine Länge von 394,4 Metern erhöht werden und die Containerkapazität so auf 17.000 TEU steigen.

## Technik
Die Schiffe dieses Typs besitzen eine besonders große Doppelhülle und zählen (Stand: 2010) zu den größten Containerschiffen weltweit. Sie besitzen schiffbaulich auffallende Innovationen und Details, insbesondere im Sinne des Umweltschutzes in der Seeschifffahrt. So ist das Deckshaus, anders als bei der Mehrzahl der herkömmlichen Containerschiffe, weit vorne angeordnet, was einen verbesserten Sichtstrahl und somit höhere vordere Decksbeladung ermöglicht. Unterhalb des Aufbaus sind unter anderem die Bunkertanks angeordnet, um neueste MARPOL-Vorschriften zu erfüllen. Herausstechend ist auch die leistungsfähige Antriebsanlage mit dem so weit wie möglich achtern angeordneten Zweitakt-Diesel-Hauptmotortyp MAN B&W 12K98MC-C. Die Laderäume der Schiffe werden mit Pontonlukendeckeln verschlossen. Ein Teil der Schiffe ist 51,20 m breit, ein anderer Teil 48,40 m. Daher variiert die maximale Containerkapazität zwischen 13.050 und 14.000 TEU, bei einem durchschnittlichen Containergewicht von vierzehn Tonnen verringert sich die Kapazität auf etwa 10.640 TEU bei den breiteren Schiffen. Weiterhin sind 1000 Anschlüsse für Integral-Kühlcontainer vorhanden, von denen bis zu 900 auch bei Manöverfahrt weiterbetrieben werden können.

## Schiffe
| MSC-Danit-Typ | MSC-Danit-Typ | MSC-Danit-Typ | MSC-Danit-Typ                                        | MSC-Danit-Typ     | MSC-Danit-Typ                     |
| Bauname       | Bau- nummer   | IMO- Nummer   | Kiellegung Stapellauf Ablieferung                    | Auftraggeber      | Umbenennungen und Verbleib        |
| ------------- | ------------- | ------------- | ---------------------------------------------------- | ----------------- | --------------------------------- |
| MSC Danit     | 4135          | 9404649       | 4. November 2008 27. Dezember 2008 26. März 2009     | MSC               | -                                 |
| MSC Camille   | 4136          | 9404651       | 30. Dezember 2008 28. Februar 2009 1. Juli 2009      | MSC               | -                                 |
| MSC Alexandra | 4179          | 9461374       | 17. November 2009 9. Januar 2010 1. April 2010       | MSC               | -                                 |
| MSC Sonia     | 4137          | 9404663       | 1. September 2009 6. November 2009 15. April 2010    | MSC               | -                                 |
| MSC Melatilde | 4138          | 9404675       | 12. Januar 2010 27. Februar 2010 23. Juni 2010       | MSC               | -                                 |
| MSC Paloma    | 4139          | 9441001       | 6. April 2010 29. Mai 2010 19. August 2010           | MSC               | -                                 |
| CPO Savona    | 4178          | 9460356       | 6. November 2009 30. Dezember 2009 19. März 2010     | Claus-Peter Offen | 2009 MSC Savona                   |
| CPO Genova    | 4180          | 9461386       | 2. Februar 2010 4. April 2010 16. Juni 2010          | Claus-Peter Offen | 2010 MSC Genova                   |
| CPO La Spezia | 4182          | 9461403       | 31. Mai 2010 23. Juli 2010 22. Oktober 2010          | Claus-Peter Offen | 2010 MSC La Spezia                |
| CPO Livorno   | 4184          | 9461427       | 22. Juni 2010 16. August 2010 13. Dezember 2010      | Claus-Peter Offen | 2010 MSC Livorno                  |
| MSC Rosa M    | 4181          | 9461398       | 2. August 2010 20. September 2010 20. Dezember 2010  | MSC               | -                                 |
| CPO Napoli    | 4186          | 9461441       | 27. September 2010 13. November 2010 31. Januar 2011 | Claus-Peter Offen | 2011 MSC Napoli, 2011 MSC Bari    |
| MSC Teresa    | 4195          | 9469560       | 12. Oktober 2010 27. November 2010 10. März 2011     | MSC               | -                                 |
| CPO Palermo   | 4196          | 9475258       | 3. Januar 2011 26. Februar 2011 26. Mai 2011         | Claus-Peter Offen | 2011 MSC Taranto                  |
| MSC Rapallo   | 4200          | 9484455       | 6. Mai 2011 18. Juni 2011 6. Oktober 2011            | MSC               | -                                 |
| MSC Clorinda  | 4197          | 9484429       | 26. Juli 2011 21. September 2011 5. Januar 2012      | MSC               | -                                 |
| CPO Ancona    | 4198          | 9484431       | 28. Februar 2011 15. April 2011 27. Juli 2011        | Claus-Peter Offen | 2011 MSC Baltic, 2011 MSC Ravenna |
| CPO Trieste   | 4202          | 9484479       | 21. Juni 2011 6. August 2011 1. Dezember 2011        | Claus-Peter Offen | 2012 MSC Trieste                  |
| MSC Ariane    | 4199          | 9484443       | 11. August 2011 5. Oktober 2011 18. Januar 2012      | MSC               | -                                 |
| MSC Aurora    | 4203          | 9484481       | 7. Oktober 2011 19. November 2011 7. März 2012       | MSC               | -                                 |
| MSC Vandya    | 4201          | 9484467       | 26. September 2011 5. November 2011 15. März 2012    | MSC               | -                                 |
| MSC Deila     | 4183          | 9461415       | 22. November 2011 7. Januar 2012 23. April 2012      | MSC               | -                                 |
| MSC Valeria   | 4185          | 9461439       | 10. November 2011 3. März 2012 13. Juni 2012         | MSC               | -                                 |